# الخربة (العابلي)

تعديل مصدري - تعديل

الخربة محلة تابعة لقرية بيت العابلي، التابعة لعزلة بني منصور بمديرية بعدان إحدى مديريات محافظة إب في الجمهورية اليمنية، بلغ تعداد سكانها 197 حسب تعداد اليمن لعام 2004.